# Дексаметазон
Дексаметазонът е глюкокортикоид, използван за лечението на различни заболявания.

## Описание
Лекарственият препарат се приема при:
- кожни заболявания;
- анафилаксия;
- гадене и повръщане;
- лупус.

Има сведения, че е използван и за лечение на COVID-19.